# Плесецкий район
Плесе́цкий округ — административно-территориальная единица (округ) и упразднённое муниципальное образование (муниципальный район) в составе Архангельской области Российской Федерации.
Административный центр — посёлок городского типа Плесецк, расположенный на расстоянии в 200 км от Архангельска.
Плесецкий район приравнен к районам Крайнего Севера.
В соответствии с Законом Архангельской области от 26 апреля 2021 года № 412-25-ОЗ, в связи с преобразовании городских и сельских поселений Плесецкого муниципального района путём их объединения и наделения вновь образованного муниципального образования статусом Плесецкого муниципального округа, 1 июня 2021 года был образован Плесецкий муниципальный округ.

## География
Расположен на западе Архангельской области, площадь его территории — 27,5 тыс. км². Недалеко от железнодорожной станции «Плесецкая» Северной железной дороги расположен космодром «Плесецк» (1-й Государственный испытательный космодром), территория которого входит в состав отдельного муниципального образования городской округ Мирный.
Граничит:
- на северо-западе с Онежским районом
- на севере с Приморским районом
- на северо-востоке с Холмогорским районом
- на востоке c Виноградовским районом
- на востоке с городским округом Мирный
- на юго-востоке c Шенкурским районом
- на юге с Няндомским районом
- на юго-западе с Каргопольским районом (муниципальным округом)
- на западе с Пудожским районом республики Карелия

Большинство рек Плесецкого района (Онега, Большая Кяма, Ваймуга, Верхняя Тёлза, Емца, Кеньга, Кяма, Мехреньга, Пукса, Нижняя Тёлза, Шелекса, Шомокша и др.) относится к бассейну Северного Ледовитого океана, несколько рек на самом западе района относятся к бассейну Атлантического океана (Гузеньга, Ендрика, Корза, Макаровка, Мегеда, Нетома, Черева, Черча). Крупнейшие озёра: Большое Сямгозеро, Долгое, Кенозеро, Кеньгозеро, Кумбасозеро, Нухтозеро, Обозеро, Пунанец, Свиное, Сывтозеро, Ундозеро, Шардозеро.

## История
Плесецкий район образован в июле 1929 года в составе Архангельского округа Северного края РСФСР, c центром в посёлке при станции Плесецкая. В состав района вошли рабочий посёлок Самодед и 12 сельских советов (Дениславский, Кирилловский, Майнемский, Оксовский, Пабережский, Петровский, Плесецкий, Порецкий, Церковнический, Савинский, Щукозерский, Яковлевский) бывшей Плесецкой укрупнённой волости Архангельского уезда Архангельской губернии.
Своё название райцентр и район получили от расположенных рядом озера Плесцы и бывшей деревни Плесецкой. Постановлением Президиума Севкрайисполкома от 31 июля 1931 года, в состав района включены три сельсовета упразднённого Чекуевского района: Городецкий, Посадный, Ярнемский. Решением облисполкома от 10 сентября 1959 года в состав переданы населённые пункты Федовского сельсовета Приозёрного района. Указом Президиума ВС РСФСР от 1 сентября 1960 года административно-жилой посёлок гарнизона Лесной отнесён к категории рабочих посёлков, с присвоением наименования Мирный, включивший в административное подчинение часть территории Плесецкого поселкового совета.
В 1963 году Плесецкий район был разделён на два: Плесецкий сельский район и Плесецкий промышленный район, оба с центром в рабочем посёлке Плесецк. Указом Президиума ВС РСФСР от 12 января 1965 года и решением Архангельского облисполкома от 18 января 1965 года промышленный район был упразднён, а сельский преобразован в Плесецкий район в составе семи рабочих посёлков и 10 сельсоветов упразднённых Плесецкого и Каргопольского сельских районов.
Границы Плесецкого муниципального района установлены законом Архангельской области от 23 сентября 2004 года.

## Население
| 1926    | 1939    | 2002    | 2007    | 2008    | 2009    | 2010    | 2011    | 2012    |
| ------- | ------- | ------- | ------- | ------- | ------- | ------- | ------- | ------- |
| 17 700  | ↗47 800 | ↗58 257 | ↘53 200 | ↘52 603 | ↘52 006 | ↘49 077 | ↗49 089 | ↘47 446 |
| 2013    | 2014    | 2015    | 2016    | 2017    | 2018    | 2019    | 2020    | 2021    |
| ↘45 923 | ↘44 562 | ↘43 121 | ↘42 000 | ↘41 180 | ↘40 541 | ↘39 347 | ↘38 207 | ↘34 910 |
| 2023    |         |         |         |         |         |         |         |         |
| ↘33 589 |         |         |         |         |         |         |         |         |

По переписи 1926 года на территории района площадью 9,7 тысячи км² в 236 населённых пунктах проживали 17,7 тыс. человек.
В 1939 году на территории района площадью 14,8 тыс. км² в 312 населённых пунктах проживали 47,8 тыс. человек.
В 2007 году 53,2 тыс. человек, проживало в 8 посёлках городского типа и 230 сельских населённых пунктах.

### Урбанизация
В городских условиях (рабочие посёлки Обозерский, Плесецк, Савинский и Североонежск) проживают 66,76 % населения района.

### Национальный состав
По итогам переписи населения 2020 года проживали следующие национальности (национальности менее 0,1 % и другое, см. в сноске к строке «Другие»):
| Национальность | Численность, чел. | Доля     |
| -------------- | ----------------- | -------- |
| Русские        | 33 410            | 95,70 %  |
| Украинцы       | 213               | 0,61 %   |
| Азербайджанцы  | 105               | 0,30 %   |
| Белорусы       | 78                | 0,22 %   |
| Цыгане         | 49                | 0,14 %   |
| Ингуши         | 39                | 0,11 %   |
| Чеченцы        | 37                | 0,11 %   |
| Другие         | 979               | 2,81 %   |
| Итого          | 34 910            | 100,00 % |

## Административное деление
В Плесецкий район как административно-территориальную единицу области входят 4 посёлка городского типа (в границах которых были образованы одноимённые городские поселения), а также 11 сельсоветов (в границах которых как правило были образованы одно или несколько сельских поселений): Ярнемский сельсовет (в его границах образованы 3 сельских поселения: Ярнемское, Емцовское и Оксовское); Тарасовский сельсовет (в его границах образовано 2 сельских поселения: Тарасовское и Пуксоозерское); Кенозерский и Почезерский сельсоветы (в их границах образовано одно Кенозерское сельское поселение); Конёвский, Кенорецкий и Красновский сельсоветы (в их границах образовано одно Конёвское сельское поселение); Холмогорский сельсовет (в его границах образовано Самодедское сельское поселение), а также Ундозерский и Федовский сельсоветы с одноимёнными сельскими поселениями; при этом Сосновский сельсовет вошёл в Обозерское городское поселение.
В Плесецкий муниципальный район всего входили 14 муниципальных образований, в том числе 4 городских поселения и 10 сельских поселений.
| №        | Муниципальное образование | Административный центр       | Количество населённых пунктов | Население (чел.) | Площадь (км²) |
| -------- | ------------------------- | ---------------------------- | ----------------------------- | ---------------- | ------------- |
| 1e-06    | Городские поселения       |                              |                               |                  |               |
| 1        | Обозерское                | рабочий посёлок Обозерский   | 12                            | ↘3594            | 2043,37       |
| 2        | Плесецкое                 | рабочий посёлок Плесецк      | 2                             | ↘10 151          | 602,67        |
| 3        | Савинское                 | рабочий посёлок Савинский    | 8                             | ↘7187            | 1640,78       |
| 4        | Североонежское            | рабочий посёлок Североонежск | 7                             | ↘5762            | 1372,05       |
| 4.000002 | Сельские поселения        |                              |                               |                  |               |
| 5        | Емцовское                 | посёлок Емца                 | 2                             | ↘830             | 1312,22       |
| 6        | Кенозерское               | деревня Вершинино            | 36                            | ↘1048            | 2186,35       |
| 7        | Конёвское                 | село Конёво                  | 59                            | ↘3346            | 3859,59       |
| 8        | Оксовское                 | посёлок Оксовский            | 17                            | ↘2196            | 353,31        |
| 9        | Пуксоозерское             | посёлок Пуксоозеро           | 2                             | ↘127             | 2130,58       |
| 10       | Самодедское               | посёлок Самодед              | 6                             | ↘1308            | 1105,35       |
| 11       | Тарасовское               | деревня Подволочье           | 41                            | ↗171             | 1651,94       |
| 12       | Ундозерское               | посёлок Ундозеро             | 6                             | ↗634             | 3670,97       |
| 13       | Федовское                 | село Федово                  | 38                            | ↘579             | 1856,78       |
| 14       | Ярнемское                 | посёлок Улитино              | 3                             | ↘376             | 1085,07       |

Законом Архангельской области от 24 февраля 2016 года № 390-23-ОЗ, 1 июня 2016 года были преобразованы, путём их объединения, сельские поселения Кенорецкое и Конёвское в сельское поселение Конёвское с административным центром в селе Конёво.
Законом Архангельской области от 25 марта 2016 года № 403-24-ОЗ, 1 июня 2016 года были преобразованы, путём их объединения, сельские поселения Кенозерское и Почезерское в сельское поселение Кенозерское с административным центром в деревне Вершинино.
Законом Архангельской области от 23 декабря 2016 года № 507-31-ОЗ, 1 июня 2017 года были преобразованы, путём их объединения, сельские поселения Самодедское и Холмогорское в сельское поселение Самодедское с административным центром в посёлке Самодед.

### Населённые пункты
В Плесецком районе (муниципальном округе) 239 населённых пунктов.
| №   | Населённый пункт        | Тип             | Население | Упразднённое муниципальное образование |
| --- | ----------------------- | --------------- | --------- | -------------------------------------- |
| 1   | 88-го Квартала          | посёлок         | ↘21       | Савинское                              |
| 2   | Авангард                | посёлок         | →0        | Самодедское                            |
| 3   | Авдотьино               | деревня         | ↘26       | Конёвское                              |
| 4   | Аверкиевская            | деревня         | ↗6        | Конёвское                              |
| 5   | Алексеевская            | деревня         | ↗39       | Тарасовское                            |
| 6   | Алферово                | деревня         | →0        | Федовское                              |
| 7   | Антроповская            | деревня         | →0        | Федовское                              |
| 8   | Антушевская             | деревня         | ↘8        | Конёвское                              |
| 9   | Афанасовская            | деревня         | ↘3        | Конёвское                              |
| 10  | Бабинская               | деревня         | ↗72       | Конёвское                              |
| 11  | Бабкино                 | деревня         | ↗1        | Конёвское                              |
| 12  | Бархатиха               | деревня         | ↗73       | Тарасовское                            |
| 13  | Белое Озеро             | посёлок         | ↘18       | Пуксоозерское                          |
| 14  | Бережная Дуброва        | деревня         | ↘26       | Конёвское                              |
| 15  | Блиниха                 | деревня         | ↗6        | Тарасовское                            |
| 16  | Боброво                 | деревня         | →1        | Конёвское                              |
| 17  | Богданово               | село            | ↘57       | Федовское                              |
| 18  | Бодухино                | деревня         | →3        | Федовское                              |
| 19  | Большая Кяма            | посёлок         | ↘0        | Обозерское                             |
| 20  | Бородина                | деревня         | →1        | Тарасовское                            |
| 21  | Боярская                | деревня         | ↘1        | Федовское                              |
| 22  | Булатово                | посёлок         | ↗391      | Оксовское                              |
| 23  | Бураково                | деревня         | ↘2        | Федовское                              |
| 24  | Бухалово                | деревня         | ↗10       | Кенозерское                            |
| 25  | Васильевская            | деревня         | →0        | Федовское                              |
| 26  | Великий Двор            | деревня         | →0        | Тарасовское                            |
| 27  | Великоозерский          | посёлок         | →0        | Обозерское                             |
| 28  | Вересник                | деревня         | ↗6        | Тарасовское                            |
| 29  | Верещагина              | деревня         | ↘2        | Конёвское                              |
| 30  | Верхний Конец           | деревня         | ↗9        | Тарасовское                            |
| 31  | Верховский              | посёлок         | ↗460      | Емцовское                              |
| 32  | Вершинино               | деревня         | ↗192      | Кенозерское                            |
| 33  | Вознесенская            | деревня         | ↗1        | Конёвское                              |
| 34  | Волово                  | деревня         | →1        | Конёвское                              |
| 35  | Враниковская            | деревня         | →3        | Конёвское                              |
| 36  | Гаврилово               | деревня         | ↗4        | Конёвское                              |
| 37  | Глуходворская           | деревня         | ↘8        | Конёвское                              |
| 38  | Гоголево                | деревня         | ↗4        | Конёвское                              |
| 39  | Гора                    | деревня         | ↗9        | Оксовское                              |
| 40  | Горбачиха               | деревня         | ↗4        | Кенозерское                            |
| 41  | Горка                   | деревня         | →0        | Конёвское                              |
| 42  | Горка                   | деревня         | ↗32       | Тарасовское                            |
| 43  | Горка                   | деревня         | ↘5        | Федовское                              |
| 44  | Гороховская             | деревня         | →9        | Ундозерское                            |
| 45  | Горы                    | деревня         | ↗156      | Кенозерское                            |
| 46  | Гришина                 | деревня         | ↗3        | Тарасовское                            |
| 47  | Грязная                 | деревня         | →4        | Федовское                              |
| 48  | Грязово                 | деревня         | ↘5        | Конёвское                              |
| 49  | Губино                  | деревня         | →0        | Федовское                              |
| 50  | Гусевская               | деревня         | ↗11       | Тарасовское                            |
| 51  | Дедова Горка            | деревня         | →0        | Кенозерское                            |
| 52  | Дениславье              | село            | ↗54       | Оксовское                              |
| 53  | Емельяновская           | деревня         | ↗1        | Кенозерское                            |
| 54  | Емца                    | посёлок         | ↘991      | Емцовское                              |
| 55  | Еремеевская             | деревня         | ↗2        | Тарасовское                            |
| 56  | Ершово                  | деревня         | →1        | Кенозерское                            |
| 57  | Заболото                | деревня         | →0        | Тарасовское                            |
| 58  | Закумихинская           | деревня         | ↘0        | Федовское                              |
| 59  | Захарова                | деревня         | →0        | Кенозерское                            |
| 60  | Зашондомье              | деревня         | ↘1        | Федовское                              |
| 61  | Зехнова                 | деревня         | →12       | Кенозерское                            |
| 62  | Зиново                  | деревня         | ↘4        | Федовское                              |
| 63  | Зубово                  | деревня         | ↘10       | Федовское                              |
| 64  | Иваново                 | деревня         | →6        | Конёвское                              |
| 65  | Ивановская              | деревня         | →14       | Конёвское                              |
| 66  | Иг                      | деревня         | →11       | Ярнемское                              |
| 67  | Иевлево                 | деревня         | →0        | Федовское                              |
| 68  | Измайловская            | деревня         | ↗22       | Конёвское                              |
| 69  | Икса                    | посёлок         | ↘425      | Североонежское                         |
| 70  | Ириньино                | деревня         | →0        | Федовское                              |
| 71  | Казакова                | деревня         | ↗20       | Оксовское                              |
| 72  | Караник                 | деревня         | →1        | Конёвское                              |
| 73  | Карельское              | деревня         | ↗3        | Конёвское                              |
| 74  | Кармозерская            | деревня         | ↗300      | Североонежское                         |
| 75  | Карпова                 | деревня         | ↘2        | Кенозерское                            |
| 76  | Качикова Горка          | деревня         | ↘9        | Кенозерское                            |
| 77  | Кашина                  | деревня         | ↗1        | Тарасовское                            |
| 78  | Коковка                 | деревня         | ↘298      | Конёвское                              |
| 79  | Конёво                  | село            | ↗3135     | Конёвское                              |
| 80  | Конецгорье              | деревня         | ↗12       | Тарасовское                            |
| 81  | Корзово                 | деревня         | ↘12       | Федовское                              |
| 82  | Коровино                | деревня         | ↘0        | Конёвское                              |
| 83  | Коровино                | посёлок         | ↗15       | Конёвское                              |
| 84  | Королиха                | деревня         | ↗33       | Тарасовское                            |
| 85  | Коротаево               | деревня         | →1        | Федовское                              |
| 86  | Коршакова               | деревня         | ↗13       | Оксовское                              |
| 87  | Корякино                | деревня         | ↗260      | Конёвское                              |
| 88  | Косицына                | деревня         | ↘10       | Кенозерское                            |
| 89  | Костино                 | деревня         | ↘8        | Конёвское                              |
| 90  | Красное                 | деревня         | ↘13       | Конёвское                              |
| 91  | Креково                 | деревня         | →0        | Тарасовское                            |
| 92  | Кривозерко              | посёлок         | ↗41       | Савинское                              |
| 93  | Кувакино                | деревня         | ↗107      | Конёвское                              |
| 94  | Кузнецова               | деревня         | ↘5        | Конёвское                              |
| 95  | Кузнецово               | деревня         | ↗8        | Федовское                              |
| 96  | Кузьминка               | деревня         | ↗48       | Кенозерское                            |
| 97  | Кузьминская             | деревня         | →0        | Конёвское                              |
| 98  | Курка Гора              | деревня         | →0        | Тарасовское                            |
| 99  | Курлаевская             | деревня         | ↘0        | Североонежское                         |
| 100 | Курятовская             | деревня         | ↗5        | Конёвское                              |
| 101 | Лейнема                 | деревня         | ↗2        | Тарасовское                            |
| 102 | Ленино                  | деревня         | ↘10       | Федовское                              |
| 103 | Летнеозерский           | посёлок         | ↘391      | Обозерское                             |
| 104 | Липаково                | посёлок         | ↗399      | Федовское                              |
| 105 | Лиственичный            | посёлок         | ↘1        | Самодедское                            |
| 106 | Ломовое                 | посёлок         | ↗579      | Самодедское                            |
| 107 | Лужма                   | посёлок         | ↗84       | Федовское                              |
| 108 | Майлахта                | деревня         | ↗2        | Кенозерское                            |
| 109 | Максимовская            | деревня         | ↘2        | Североонежское                         |
| 110 | Малиновка               | посёлок         | ↗130      | Обозерское                             |
| 111 | Малые Озерки            | деревня         | ↘3        | Обозерское                             |
| 112 | Малька                  | посёлок         | →0        | Самодедское                            |
| 113 | Мануиловская            | деревня         | →0        | Федовское                              |
| 114 | Мартемьяновская         | деревня         | ↘32       | Конёвское                              |
| 115 | Масленникова            | деревня         | ↗29       | Тарасовское                            |
| 116 | Масталыга               | деревня         | →0        | Конёвское                              |
| 117 | Матвеевская             | деревня         | ↗10       | Оксовское                              |
| 118 | Матнема                 | деревня         | ↗18       | Тарасовское                            |
| 119 | Мезень                  | деревня         | →0        | Ундозерское                            |
| 120 | Минина                  | деревня         | ↗12       | Кенозерское                            |
| 121 | Михалево                | деревня         | ↘2        | Федовское                              |
| 122 | Мишутиха                | деревня         | ↗8        | Тарасовское                            |
| 123 | Мозолово                | деревня         | ↘2        | Федовское                              |
| 124 | Монастырская            | деревня         | →0        | Федовское                              |
| 125 | Монастырь               | деревня         | →0        | Тарасовское                            |
| 126 | Мост                    | посёлок         | →0        | Конёвское                              |
| 127 | Мошное                  | посёлок         | →0        | Обозерское                             |
| 128 | Муравьево               | деревня         | →0        | Конёвское                              |
| 129 | Мыза                    | деревня         | ↘0        | Кенозерское                            |
| 130 | Наволок                 | деревня         | ↗158      | Оксовское                              |
| 131 | Наволок                 | деревня         | ↗4        | Тарасовское                            |
| 132 | Надконецкая             | деревня         | →2        | Конёвское                              |
| 133 | Нижнее Устье            | деревня         | ↗528      | Кенозерское                            |
| 134 | Нижняя                  | деревня         | ↘1        | Конёвское                              |
| 135 | Низ                     | деревня         | ↗3        | Тарасовское                            |
| 136 | Новая Кашникова         | деревня         | ↗5        | Конёвское                              |
| 137 | Новины                  | деревня         | ↘3        | Конёвское                              |
| 138 | Обозерский              | рабочий посёлок | ↘3326     | Обозерское                             |
| 139 | Ожбалово                | деревня         | ↘0        | Федовское                              |
| 140 | Озаргина                | деревня         | ↗28       | Тарасовское                            |
| 141 | Оксова                  | деревня         | ↗123      | Оксовское                              |
| 142 | Оксовский               | посёлок         | ↘1943     | Оксовское                              |
| 143 | Осташкино               | посёлок         | →0        | Североонежское                         |
| 144 | Пашевская               | деревня         | →0        | Конёвское                              |
| 145 | Первомайский            | посёлок         | →123      | Обозерское                             |
| 146 | Перхина                 | деревня         | →0        | Тарасовское                            |
| 147 | Першинская              | деревня         | ↘1        | Кенозерское                            |
| 148 | Першлахта               | деревня         | ↗66       | Конёвское                              |
| 149 | Печихина                | деревня         | ↗1        | Кенозерское                            |
| 150 | Пивка                   | деревня         | ↗10       | Тарасовское                            |
| 151 | Плесецк                 | рабочий посёлок | ↘8804     | Плесецкое                              |
| 152 | Плесо                   | деревня         | →0        | Тарасовское                            |
| 153 | Погост                  | деревня         | ↗94       | Кенозерское                            |
| 154 | Погост                  | деревня         | →1        | Ундозерское                            |
| 155 | Погост                  | деревня         | ↗4        | Федовское                              |
| 156 | Подволочье              | деревня         | ↗144      | Тарасовское                            |
| 157 | Подгорня                | деревня         | ↗4        | Тарасовское                            |
| 158 | Подкарельское           | деревня         | →7        | Конёвское                              |
| 159 | Пожаровская             | деревня         | ↘0        | Конёвское                              |
| 160 | Польская                | деревня         | ↗8        | Оксовское                              |
| 161 | Порозово                | деревня         | →1        | Федовское                              |
| 162 | Поромское               | деревня         | ↘0        | Конёвское                              |
| 163 | Посёлок санатория Тимме | посёлок         | →5        | Савинское                              |
| 164 | Потылицинская           | деревня         | ↗29       | Конёвское                              |
| 165 | Поча                    | посёлок         | ↗539      | Кенозерское                            |
| 166 | Преснецовская           | деревня         | →7        | Кенозерское                            |
| 167 | Пресничиха              | деревня         | →2        | Тарасовское                            |
| 168 | Прохново                | деревня         | ↘2        | Федовское                              |
| 169 | Пукса                   | посёлок         | ↘603      | Плесецкое                              |
| 170 | Пуксоозеро              | посёлок         | ↘927      | Пуксоозерское                          |
| 171 | Пустынька               | посёлок         | ↗1        | Оксовское                              |
| 172 | Река Емца               | посёлок         | ↘115      | Савинское                              |
| 173 | Росляковская Запань     | посёлок         | ↗5        | Оксовское                              |
| 174 | Рублево                 | деревня         | →0        | Федовское                              |
| 175 | Рудниковская            | деревня         | ↗63       | Конёвское                              |
| 176 | Рыжково                 | деревня         | ↘8        | Кенозерское                            |
| 177 | Ряпусовский Погост      | деревня         | →0        | Кенозерское                            |
| 178 | Савинский               | рабочий посёлок | ↘5596     | Савинское                              |
| 179 | Савинское               | село            | ↘193      | Савинское                              |
| 180 | Самково                 | деревня         | ↗99       | Конёвское                              |
| 181 | Самково                 | посёлок         | ↗619      | Конёвское                              |
| 182 | Самодед                 | посёлок         | ↘1248     | Самодедское                            |
| 183 | Самылово                | деревня         | ↗3        | Конёвское                              |
| 184 | Сандрово                | деревня         | ↘25       | Федовское                              |
| 185 | Североонежск            | рабочий посёлок | ↘4697     | Североонежское                         |
| 186 | Сеза                    | посёлок         | ↗92       | Федовское                              |
| 187 | Семеново                | деревня         | ↗5        | Кенозерское                            |
| 188 | Семеново                | деревня         | ↘22       | Федовское                              |
| 189 | Сивцева                 | деревня         | →0        | Кенозерское                            |
| 190 | Скарлахта               | деревня         | ↘23       | Ундозерское                            |
| 191 | Скрипово                | деревня         | ↗10       | Тарасовское                            |
| 192 | Сосновка                | посёлок         | ↘3        | Обозерское                             |
| 193 | Спицына                 | деревня         | ↗3        | Кенозерское                            |
| 194 | Средьпогост             | деревня         | →0        | Тарасовское                            |
| 195 | Старая Кашникова        | деревня         | ↗2        | Конёвское                              |
| 196 | Степаниха               | деревня         | ↗6        | Тарасовское                            |
| 197 | Степановская            | деревня         | ↘6        | Конёвское                              |
| 198 | Строева Горка           | деревня         | →0        | Кенозерское                            |
| 199 | Строитель               | посёлок         | ↘100      | Североонежское                         |
| 200 | Сысова                  | деревня         | ↗4        | Кенозерское                            |
| 201 | Тамбич-Лахта            | деревня         | →0        | Кенозерское                            |
| 202 | Тарасиха                | деревня         | →1        | Тарасовское                            |
| 203 | Тарасова                | деревня         | ↗34       | Оксовское                              |
| 204 | Тарасово                | деревня         | ↘0        | Федовское                              |
| 205 | Телицына                | деревня         | →0        | Кенозерское                            |
| 206 | Тетерина                | деревня         | ↘2        | Оксовское                              |
| 207 | Томихино                | деревня         | ↗2        | Конёвское                              |
| 208 | Труфановская            | деревня         | ↗18       | Конёвское                              |
| 209 | Тырышкино               | деревня         | ↘2        | Кенозерское                            |
| 210 | Угол                    | деревня         | →0        | Тарасовское                            |
| 211 | Улитино                 | посёлок         | ↗541      | Ярнемское                              |
| 212 | Ундозеро                | посёлок         | ↘739      | Ундозерское                            |
| 213 | Уромец                  | посёлок         | ↗4        | Обозерское                             |
| 214 | Усть-Поча               | посёлок         | ↗308      | Кенозерское                            |
| 215 | Фалево                  | деревня         | ↗1        | Оксовское                              |
| 216 | Федово                  | село            | ↗481      | Федовское                              |
| 217 | Федосова                | деревня         | ↗1        | Кенозерское                            |
| 218 | Филипповская            | деревня         | →0        | Кенозерское                            |
| 219 | Фудякова                | деревня         | →1        | Тарасовское                            |
| 220 | Хавдина                 | деревня         | ↗16       | Оксовское                              |
| 221 | Харлово                 | деревня         | ↘0        | Федовское                              |
| 222 | Холмогорская            | посёлок         | ↘28       | Самодедское                            |
| 223 | Часовенская             | деревня         | ↘34       | Конёвское                              |
| 224 | Черноково               | деревня         | ↘1        | Федовское                              |
| 225 | Чубарова                | деревня         | ↗12       | Тарасовское                            |
| 226 | Швакино                 | посёлок         | ↗113      | Обозерское                             |
| 227 | Шейна                   | деревня         | ↗2        | Конёвское                              |
| 228 | Шелгачево               | деревня         | ↘4        | Конёвское                              |
| 229 | Шелекса                 | посёлок         | ↗112      | Савинское                              |
| 230 | Шестово                 | деревня         | ↗41       | Савинское                              |
| 231 | Шиловская               | деревня         | ↗15       | Оксовское                              |
| 232 | Шишкина                 | деревня         | ↗56       | Кенозерское                            |
| 233 | Шуреньга                | деревня         | ↘173      | Конёвское                              |
| 234 | Щукозерье               | село            | ↘1        | Обозерское                             |
| 235 | Юра-Гора                | деревня         | ↗18       | Тарасовское                            |
| 236 | Юрмала                  | деревня         | →21       | Тарасовское                            |
| 237 | Якшина                  | деревня         | ↗19       | Тарасовское                            |
| 238 | Янгоры                  | посёлок         | ↘94       | Ундозерское                            |
| 239 | Ярнема                  | деревня         | ↗178      | Ярнемское                              |

## Экономика

### Действующие промышленные предприятия
1. Приозёрный ЛПХ (лесозаготовка),
2. Северный ЛПХ (лесозаготовка),
3. СОБР — Североонежский бокситовый рудник (добыча бокситов),
4. Савинский цементный завод.

### Закрытые предприятия
- Плесецкий механический завод ПМЗ.
- Плесецкая птицефабрика.
- Плесецкий комбинат мясной продукции.
- Плесецкий лесоперерабатывающий завод.
- Плесецкое предприятие Химлесхоза.
- Савинский ЖБИ.

## Транспорт
На территории района развит автомобильный и железнодорожный транспорт. 

### Железнодорожный транспорт
Через Плесецкий район проходит магистральная двупутная электрифицированная железнодорожная линия «Вологда - Архангельск» (участок «Коноша—Обозерская»). Данная линия электрифицирована (далее от станции Обозерская до Архангельска поезда двигаются на тепловозной тяге). Участок относится к Северной железной дороге. Основные станции — Плесецкая и Обозерская. Имеется прямое пассажирское сообщение с Москвой, Санкт-Петербургом, Вологдой, Ярославлем.
Также в районе имеются ведомственные железные дороги: Заонежская железная дорога («Пукса—Янгоры»), железнодорожная сеть космодрома Плесецк (обслуживает территорию космодрома). Ранее действовала также Мехреньгская железная дорога («Пукса—Пуксоозеро»).
В районе имеется полузаброшенная узкоколейная Липаковская железная дорога протяжённостью 33 км. Но по состоянию на 2025 г. движение по ней нестабильно из-за высокой степени изношенности железнодорожной инфраструктуры.

### Автомобильный транспорт
Асфальтированные автодороги: «Плесецк—Североонежск», «Плесецк—Емца», «Плесецк—Мирный» и далее к объектам космодрома. Почти все остальные автодороги грунтовые.
В пос. Плесецк имеется автостанция, обслуживающая рейсы в города Мирный, Архангельск и Каргополь, а также внутрирайонные маршруты (в Североонежск, Савинский, Конёво и др.). Основной перевозчик Плесецкого района — МУП "АТП Плесецкое". Некоторые рейсы обслуживаются частными перевозчиками.

## Образование
- Плесецкий торгово-промышленный техникум
- Обозерская лесо-техническая школа

## Культура
На территории района находятся более 100 памятников истории и культуры, археологические памятники, памятники архитектуры.
Здесь сохранились деревни с церквями и часовнями, старинными жилыми постройками, своеобразным укладом жизни, бытом, культурными традициями. Сохраняются старинные промыслы и ремесла: плетение из ивы, бересты, дранки, роспись по дереву, резьба и деревянная скульптура, искусство изготовления лодок, плетение из корня, ткачество.
Традиционными стали «Покровская ярмарка» в село Конёво, ярмарка народных ремёсел
«Иваново подворье» в поселке Плесецк, Успенская ярмарка в селе Вершинино. Это является благоприятным условием для развития краеведческого и событийного туризма.
Субрегион Кенозеро (территория Кенозерского национального парка) — заповедный
озёрный край, нетронутый уголок северной русской природы. Он является местом различных экспедиций: этнографических, археологических, экологических.
На территории Плесецкого района Архангельской области проходили съёмки фильма Андрея Кончаловского «Белые ночи почтальона Алексея Тряпицына».

## Достопримечательности
- Памятники русского деревянного церковного зодчества — девятиглавая кубоватая церковь Рождества Пресвятой Богородицы в деревне Бережная Дуброва, Благовещенская церковь в деревне Пустынька, Ильинская церковь в селе Задняя Дуброва, часовня Покрова Пресвятой Богородицы XVIII века в селе Конёво, Макарьевская часовня в деревне Авдотьино, Георгиевская часовня в деревне Зашондомье.
- Кенозерский национальный парк.
- Ряжевый мост через Кену (долгое время находился в аварийном состоянии, в 2024 г. разобран в рамках противоаварийных работ).

## Фотографии

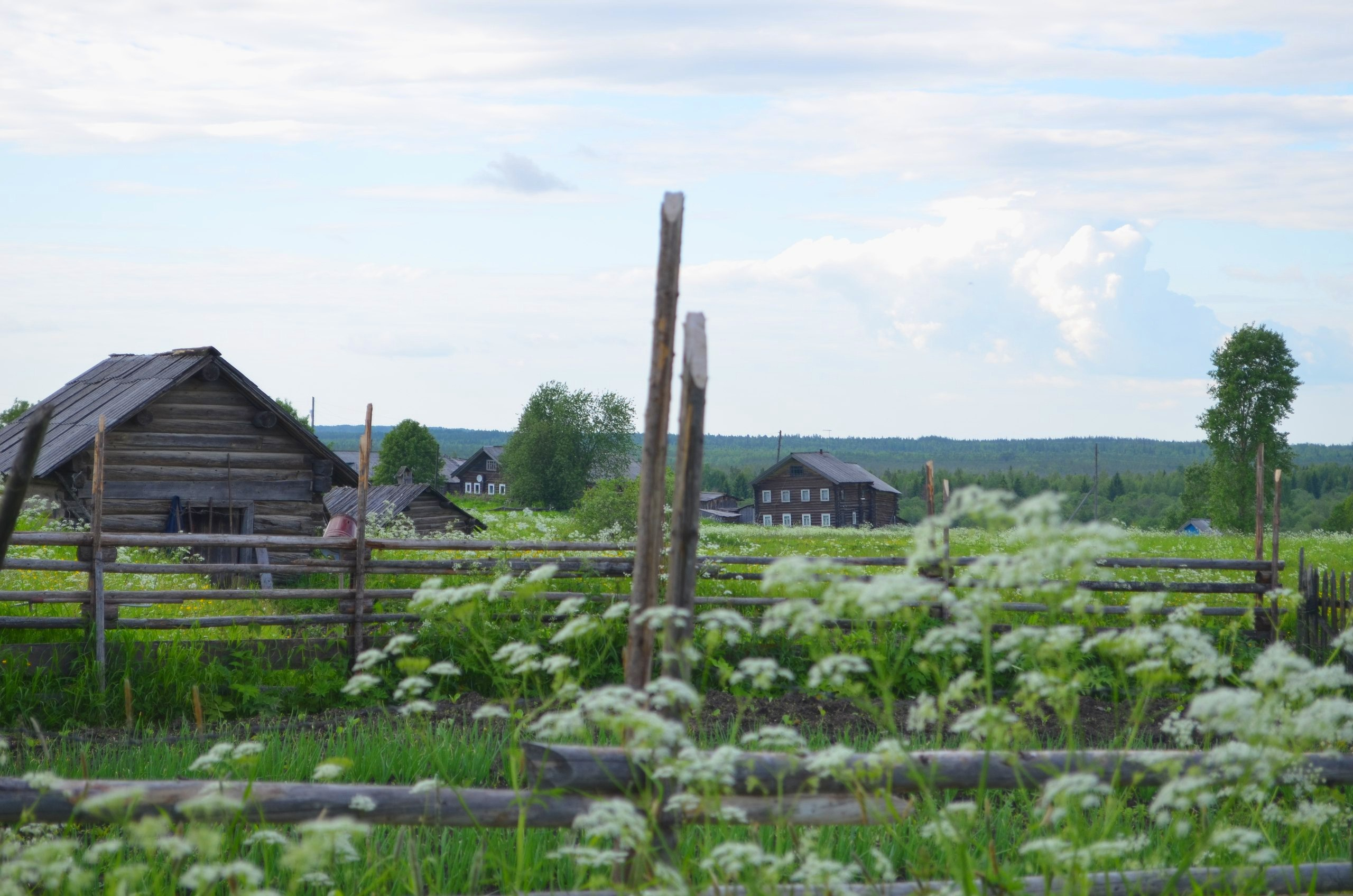
Деревня Масленникова
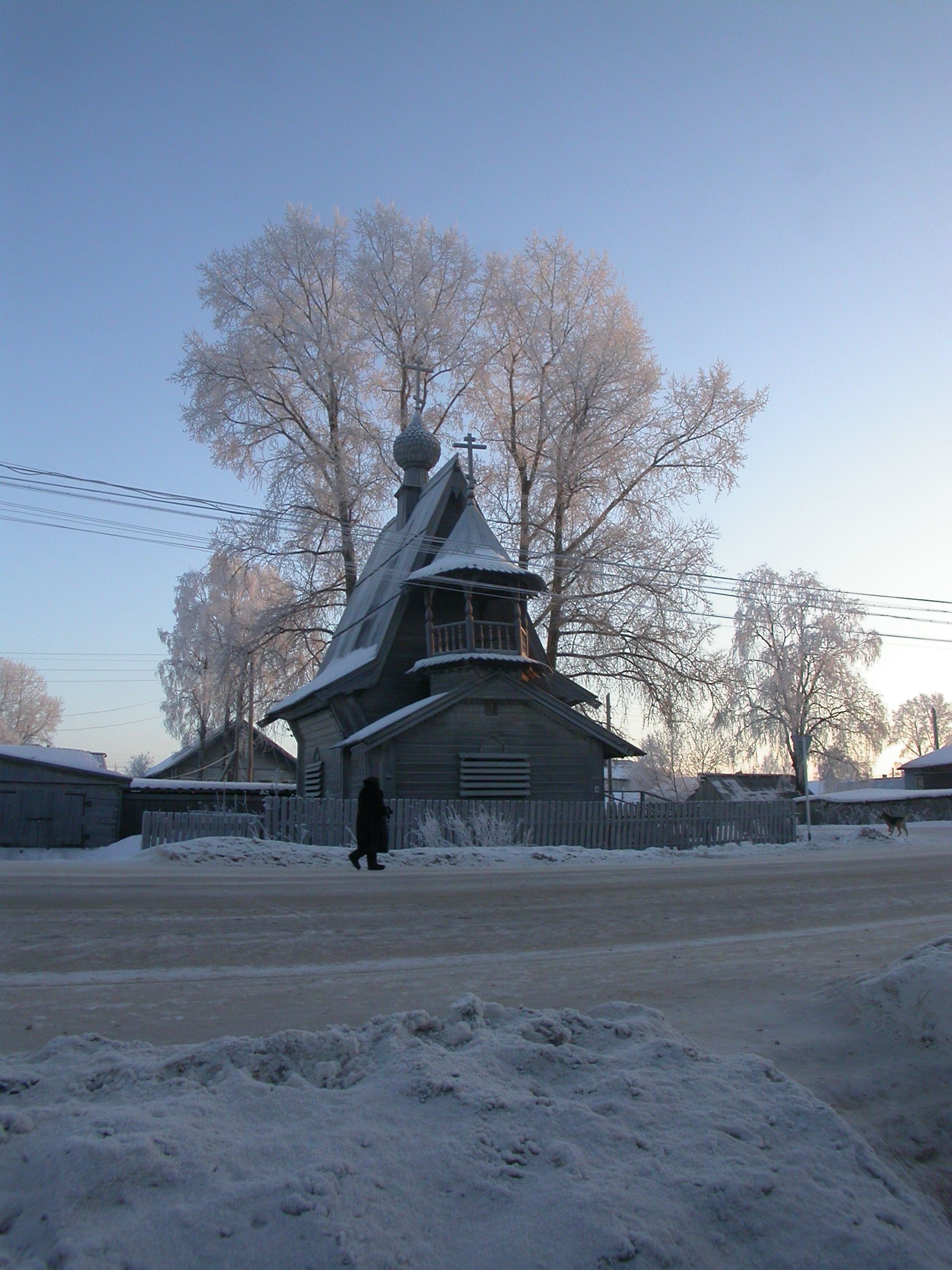
Часовня в Конёво
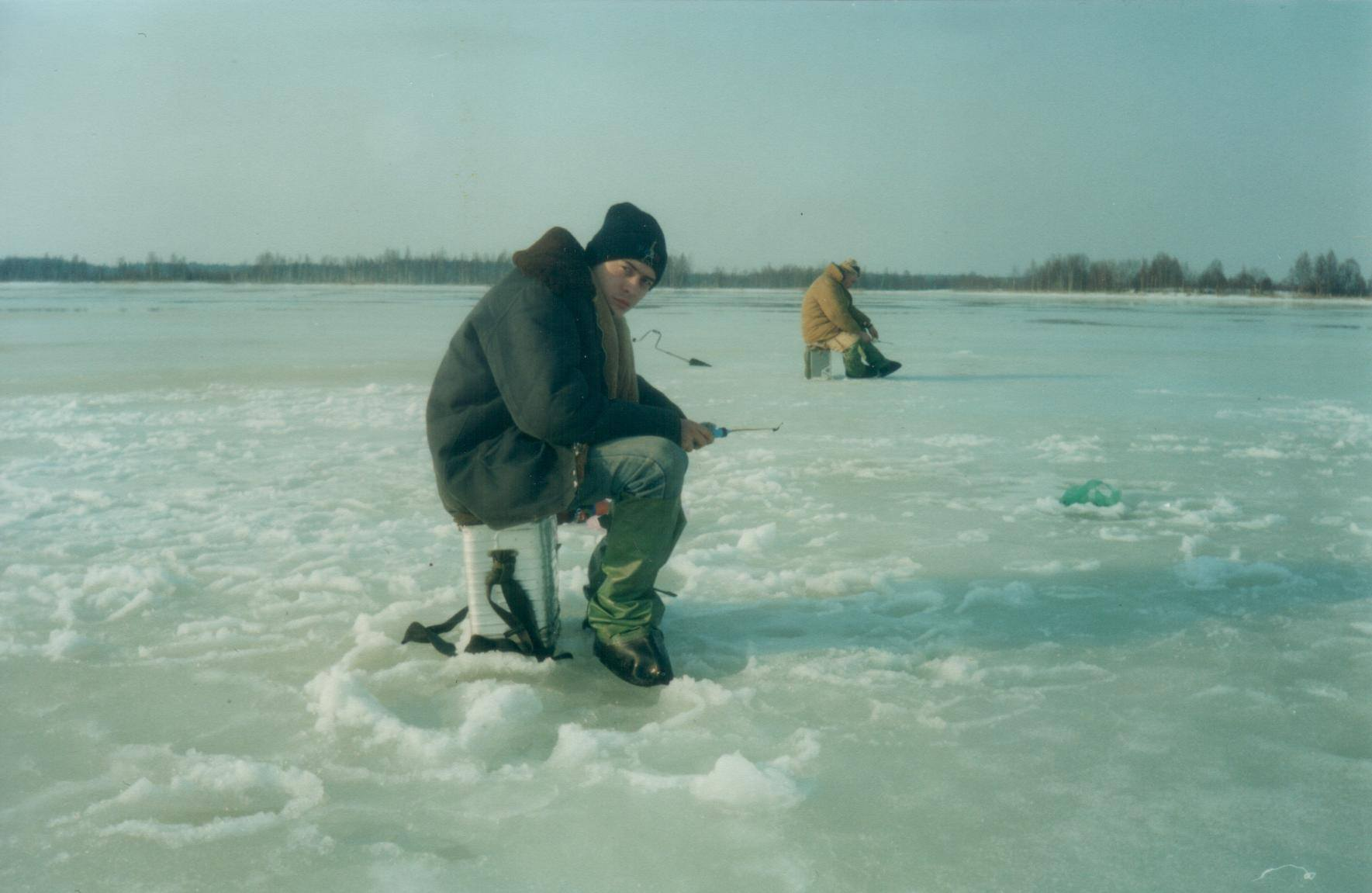
Рыбаки на озере Кармозеро
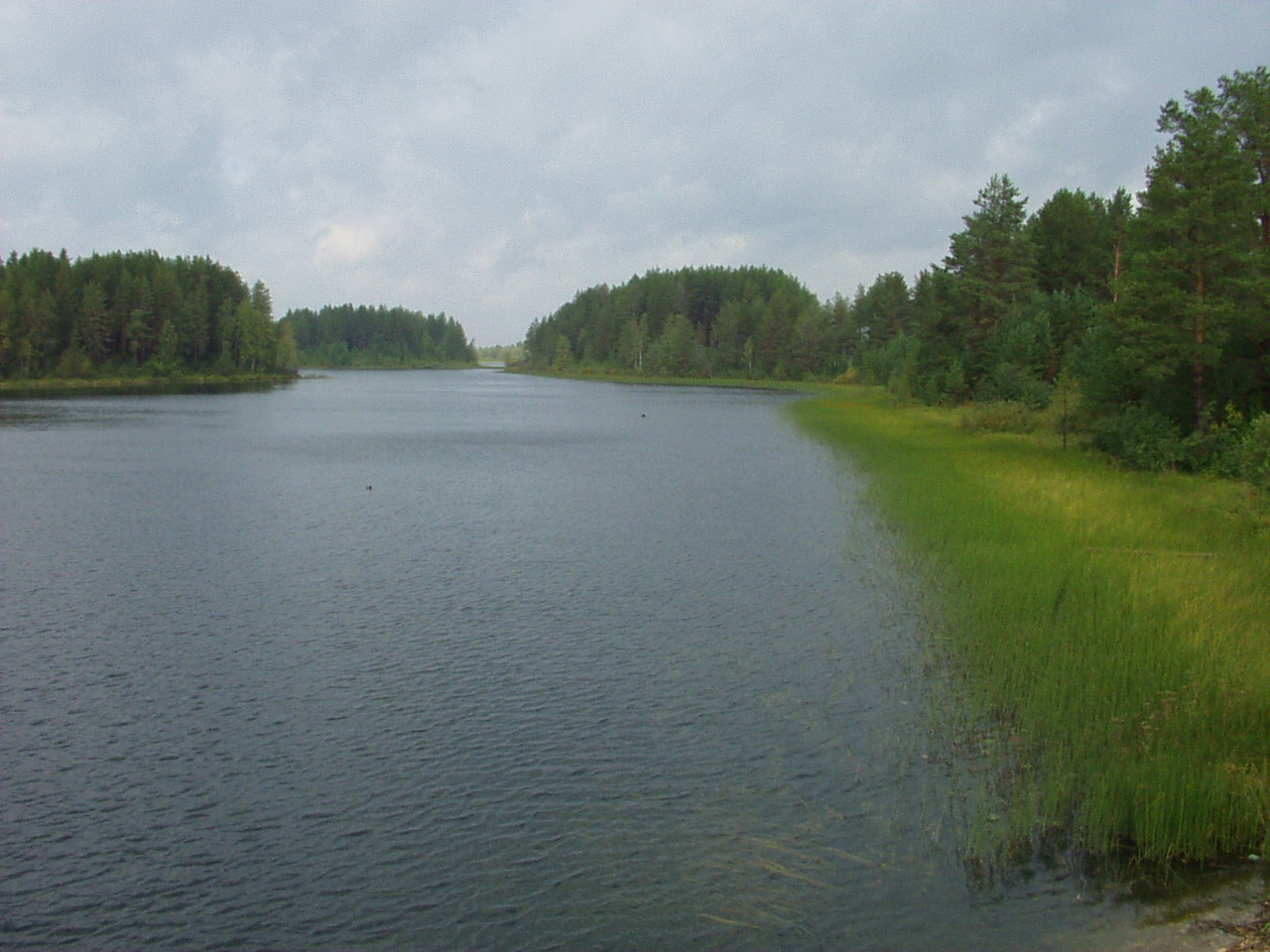
Река Кяма
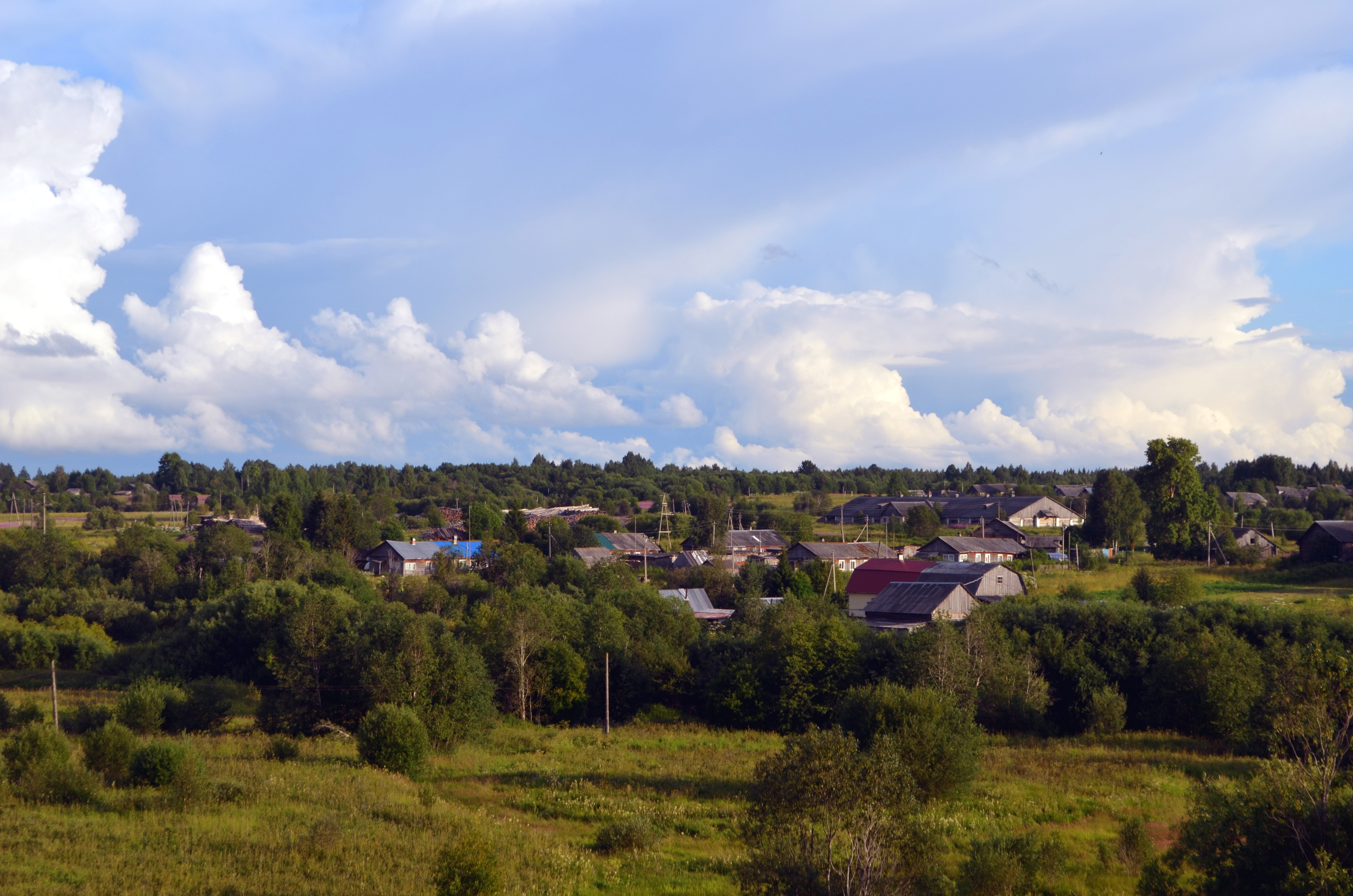
Деревня Юрмала